# Ivan Slamnig
Ivan Slamnig (Metković, 24. lipnja 1930. – Zagreb, 3. srpnja 2001.) bio je hrvatski pjesnik, prozni pisac, esejist, prevoditelj, sveučilišni profesor, komparatist književnosti.
Njegova je poezija značajna i prepoznatljiva po svojoj duhovitoj igri riječi, lucidnom ludizmu, istovremenoj erudiciji i depatetizaciji, uporabi žargona i intoniranosti ironijom, a proza po temama o ratnom iskustvu dječaštva. Značajne su određene njegove pjesničke zbirke (Aleja poslije svečanosti, Odron, Naronska siesta, Dronta i dr.) te zbirke priča (Neprijatelj i Povratnik s Mjeseca).
S Antunom Šoljanom, s kojim je još kao mladić surađivao u časopisu Međutim 1953., objavio je u suautorstvu niz književnoteorijskih priloga, zajedno s njim prevodio te napisao jedan kriminalistički roman. Roman "Bolja polovica hrabrosti" bavi se suvremenom društvenom problematikom, a uz njegovu ostalu prozu pripada tzv. »prozi u trapericama«.
Sastavio je više antologija hrvatske poezije, a obilato je prevodio s engleskog i ruskog jezika. Nije zanemariv ni njegov znanstveni doprinos, koji pokazuju objavljene knjige iz područja versifikacije te komparativne književnosti (Disciplina mašte, Hrvatska versifikacija, Sedam pristupa pjesmi, Stih i prijevod; Svjetska književnost zapadnoga kruga). Neke su mu pjesme i uglazbljene (Barbara). Jedna je od njegovih najznačajnijih književnokomparatističkih publikacija knjiga pod naslovom Svjetska književnost zapadnoga kruga - od srednjeg vijeka do današnjih dana, čije je prvo izdanje objavljeno 1973., a treće 2001. (Školska knjiga, Zagreb).
Neka njegova djela u svojoj je antologiji Żywe źródła iz 1996. s hrvatskog na poljski prevela poljska književnica i prevoditeljica Łucja Danielewska.

## Popis djela

### Poezija
- Aleja poslije svečanosti (1956.)
- Odron (1956.)
- Naronska siesta (1963.)
- Limb (1968.)
- Analecta (1971.)
- Dronta (1981.)
- Sed scholae (1987.)
- Reativno naopako (1987.)
- Tajna (1988.)
- Ranjeni tenk (2000.)

### Proza
- Neprijatelj (1959.), kratke priče
- Povratnik s mjeseca (1964.), kratke priče
- Bolja polovica hrabrosti (1972.), roman
- Firentinski capriccio (1987.), radio-drame

### Znanstveni radovi
- Disciplina mašte (1965.)
- Svjetska književnost zapadnog kruga (1973.)
- Hrvatska versifikacija (1981.)
- Sedam pristupa pjesmi (1986.)
- Stih i prijevod (1997.)

## Nagrade i priznanja
Njegovu pjesmu "Ubili su ga ciglama" uvrstio je u Matičinu "Zlatnu knjigu hrvatskog pjesništva" (1970., ⁴1991.) Vlatko Pavletić, njezin priređivač.
- Goranov vijenac 1991., za cjelokupni pjesnički opus
- Nagrada grada Metkovića za životno djelo 1999.
- Nagrada "Tin Ujević" 2001., za zbirku pjesama "Ranjeni tenk" (posmrtno)